# Viggo Gebel
Viggo Gebel, né le 22 novembre 2007 à Leipzig en Allemagne, est un footballeur allemand qui évolue au poste de milieu offensif au RB Leipzig.

## Biographie

### En club
Né à Leipzig en Allemagne, Viggo Gebel commence le football avec le club du SC Eintracht Schkeudit avant d'être formé par le RB Leipzig à partir de l'équipe des moins de onze ans. Il se distingue lors de la saison 2023-2024 en étant un joueur clé de l'équipe des moins de 17 ans de Leipzig, en marquant 13 buts et délivrant 10 passes décisives en 24 matchs.
Lors de l'été 2024 il est intégré pour la première fois à l'équipe première par l'entraîneur Marco Rose, jouant notamment 40 minutes lors d'un match amical face au Paris Saint-Germain. Il signe son premier contrat professionnel, à seulement 16 ans. La durée du contrat n'est cependant pas précisée.
Gebel joue son premier match officiel en professionnel le 17 août 2024, lors d'une rencontre de coupe d'Allemagne face au Rot-Weiss Essen, en entrant en jeu à la place de Xavi Simons. Son équipe s'impose ce jour-là par quatre buts à un. Cette apparition à 16 ans, 8 mois et 21 jours fait de lui le deuxième plus joueur du RB Leipzig à faire ses débuts en professionnel.
Le 26 novembre 2024, il fait sa première apparition en Ligue des champions, à l'occasion d'un match de groupe face à l'Inter Milan. Il entre en jeu à la place de Lutsharel Geertruida lors de ce match perdu par son équipe.